# كاملوبس
جمل Camelops هو جنس منقرض من الجمال عاش في غرب أمريكا الشمالية من العصر البليوسيني الوسيط حتى نهاية العصر الجليدي. وتشترك الجمال من هذا الجنس في سلف مشترك مع الجمل العربي والجمل ذو السنامين من العالم القديم، مما يجعله جملاً أصيلاً، وسلف مشترك أبعد مع الألبكة والغوناق واللاما والفكونة من العالم الجديد. وقد اشتق اسم هذا النوع من الجمل من اللغة اليونانية الإغريقية من κάμελος أي (cámelos، وتعني «الجمل»)  ومن ὄψ أي (óps، وتعني «وجه»)،  أي أن معنى camelops هو «وجه الجمل».

## التصنيف والتطور

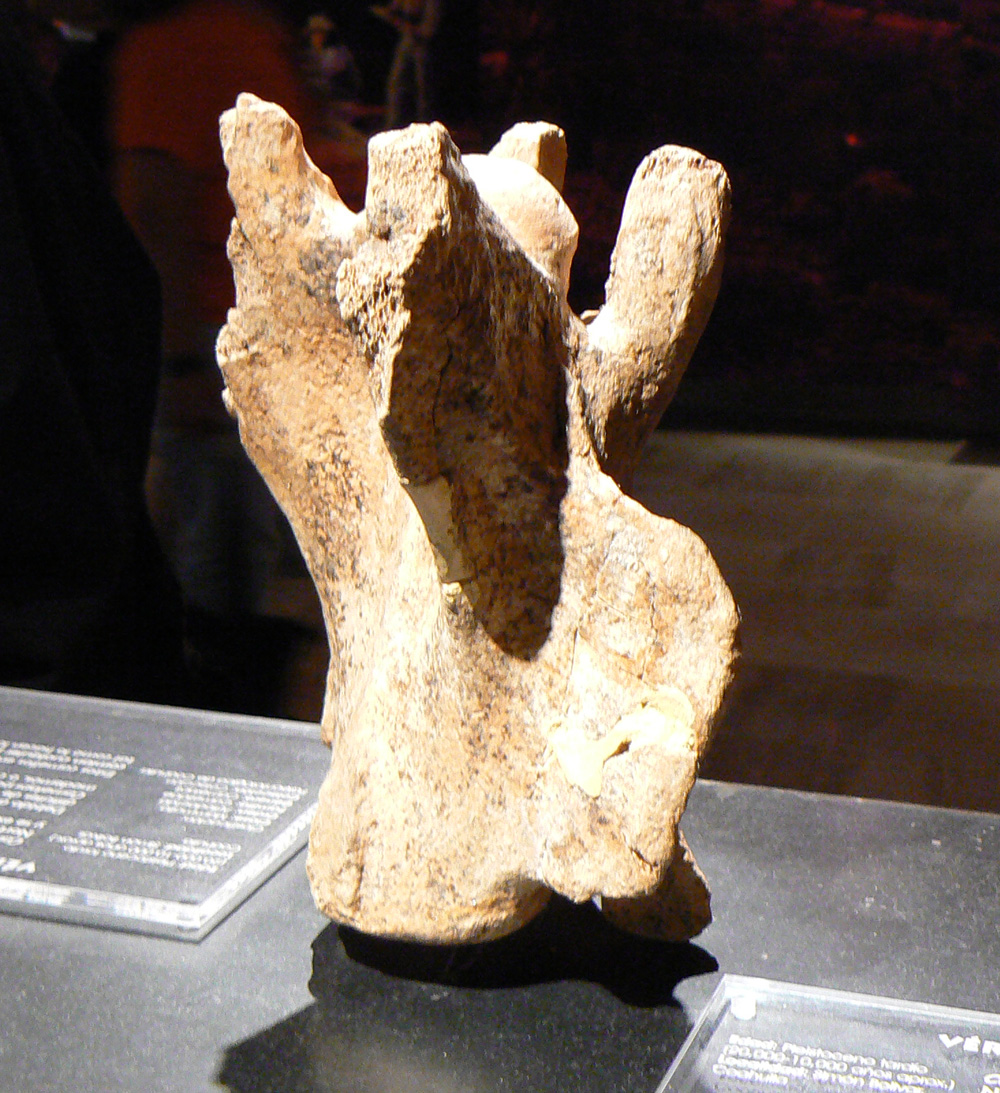
فقرة من هيكل camelops

ظهر جنس الجمل Camelops لأول مرة خلال العصر البليوسيني الوسيط (قبل حوالي 4.0 - 3.2 مليون سنة في جنوب أمريكا الشمالية، وانقرض في نهاية العصر الجليدي (قبل حوالي 10 آلاف سنة). وبالرغم من أن الجمال مرتبطة بصحاري قارتي آسيا وأفريقيا بشكل عام، إلا أن أصل فصيلة الجمليات من أمريكا الشمالية وقد ظهرت خلال العصر الإيوسيني الوسيط قبل ما لا يقل عن 44 مليون سنة، ويندرج كلاً من الجمل واللاما تحت هذه الفصيلة. نشأت فصيلتي الجمليات والخيليات في الأمريكتين وانتقلتا إلى أوراسيا عبر مضيق بيرنغ. وتنحدر الجمال في العصر الحديث من جنس Paracamelus المنقرض، وقد عبرت على الأرجح من جسر بيرنجيا البري إلى قارة آسيا قبل ما بين 7.5 و 6.5 مليون سنة. وحدث الاختلاف بين فصيلتي Paracamelus وCamelops قبل حوالي 11-10 مليون سنة. وقد تعيش جمال Paracamelus في أمريكا الشمالية مثل الجمل القطبي حتى العصر الجليدي الوسيط.
عاشت جمال Camelops في ألاسكا وشمال إقليم يوكون خلال الفترات الحارة من العصر الجليدي. وتعود هذه العينات إلى قبل حوالي 45-50 ألف سنة، ويبدو أنها قد استأصلت من المنطقة بعد هذا الفترة، على غرار حيوان الصناجة وكسلان الأرض Megalonyx ، والقندس العملاق Castoroides. وقد عُثر على جمجمة لجمل Camelops في ولاية أيداهو الأمريكية في طبقة سميكة من الحصى الخشن المعروف باسم Tauna Gravels. وفوق طبقة الحصى هذه توجد طبقة رمال دقيقة من القنوات النهرية حيث عُثر على الجمجمة. وقد استنتج أن عمرها لا يزيد عن مليونين عام وقد تكون أصغر من ذلك، وهي أصغر من الحفريات الأخرى الموجودة في نصب هاجرمان الأحفوري للأسر التذكارية الوطنية.
خضعت الجمال على ما يبدو لتغير تطوري سريع في نهاية العصر الأوليغوسيني وبداية العصر الميوسني، مما أدى إلى تنوع الأجناس لبنى تشريحية مختلفة، فظهر منها ما له أطراف قصيرة، وما يشبه الغزال في بنيته، وذوات الأرجل والرقاب الطويلة الشبيهة بالزرافة. ونقص هذا التنوع الغني إلى أن بقيت أنواع قليلة من الجمال، مثل Camelops hesternus في أمريكا الشمالية قبل أن تنقرض تماماً قبل حوالي 11000 سنة. وبحلول نهاية العصر الجليدي كان جمل Camelops النوع الوحيد المتبقي في أمريكا الشمالية وربما في كلا الأمريكتين بعد انقراض جمال Paracamelus وTitanotylopus. وكان جمل Camelops واحداً من بين حيوانات كثيرة أخرى قد انقرضت في أمريكا الشمالية، كان من بينها الخيول المحلية والصناجات وغيرها من الحيوانات من فصيلة الجمليات. ومن بين العوامل المحتملة التي أدت لهذا الانقراض الضخم تغير المناخ العالمي والصيد الجائر. وقد تزامن هذا الانقراض الضخم تقريبًا مع ظهور حضارة كلوفيس الكبيرة التي اصطاد أفرادها الحيوانات، وقد كانوا صيادين ماهرين بأدوات حجرية محززة تربط على الرمح. وأظهرت التحاليل الكيميائية الحيوية أن الأدوات التي استخدمها أفراد حضارة كلوفيس كانت قد استخدمت لتقطيع الجمال.
|  | الجمل العربي |
|  | |
|  | \| \| † جمل نوبلوخ \| \| \| \| \| \| الجمل الوحشي (الجمل الوحشي ذو السنامين) \| \| \| \| \| \| الجمل ذو السنامين \| \| \| \| |
|  | |
|  | † جمل نوبلوخ |
|  | |
|  | الجمل الوحشي (الجمل الوحشي ذو السنامين)                                                                                      |
|  | |
|  | الجمل ذو السنامين |
|  | |

|  | † جمل نوبلوخ                            |
|  |                                         |
|  | الجمل الوحشي (الجمل الوحشي ذو السنامين) |
|  |                                         |
|  | الجمل ذو السنامين                       |
|  |                                         |

|  | الجمل العربي |
|  | |
|  | \| \| † جمل نوبلوخ \| \| \| \| \| \| الجمل الوحشي (الجمل الوحشي ذو السنامين) \| \| \| \| \| \| الجمل ذو السنامين \| \| \| \| |
|  | |
|  | † جمل نوبلوخ |
|  | |
|  | الجمل الوحشي (الجمل الوحشي ذو السنامين)                                                                                      |
|  | |
|  | الجمل ذو السنامين |
|  | |

|  | † جمل نوبلوخ                            |
|  |                                         |
|  | الجمل الوحشي (الجمل الوحشي ذو السنامين) |
|  |                                         |
|  | الجمل ذو السنامين                       |
|  |                                         |

|  | الجمل العربي |
|  | |
|  | \| \| † جمل نوبلوخ \| \| \| \| \| \| الجمل الوحشي (الجمل الوحشي ذو السنامين) \| \| \| \| \| \| الجمل ذو السنامين \| \| \| \| |
|  | |
|  | † جمل نوبلوخ |
|  | |
|  | الجمل الوحشي (الجمل الوحشي ذو السنامين)                                                                                      |
|  | |
|  | الجمل ذو السنامين |
|  | |

|  | † جمل نوبلوخ                            |
|  |                                         |
|  | الجمل الوحشي (الجمل الوحشي ذو السنامين) |
|  |                                         |
|  | الجمل ذو السنامين                       |
|  |                                         |

|  | الجمل العربي |
|  | |
|  | \| \| † جمل نوبلوخ \| \| \| \| \| \| الجمل الوحشي (الجمل الوحشي ذو السنامين) \| \| \| \| \| \| الجمل ذو السنامين \| \| \| \| |
|  | |
|  | † جمل نوبلوخ |
|  | |
|  | الجمل الوحشي (الجمل الوحشي ذو السنامين)                                                                                      |
|  | |
|  | الجمل ذو السنامين |
|  | |

|  | † جمل نوبلوخ                            |
|  |                                         |
|  | الجمل الوحشي (الجمل الوحشي ذو السنامين) |
|  |                                         |
|  | الجمل ذو السنامين                       |
|  |                                         |

## مواصفات

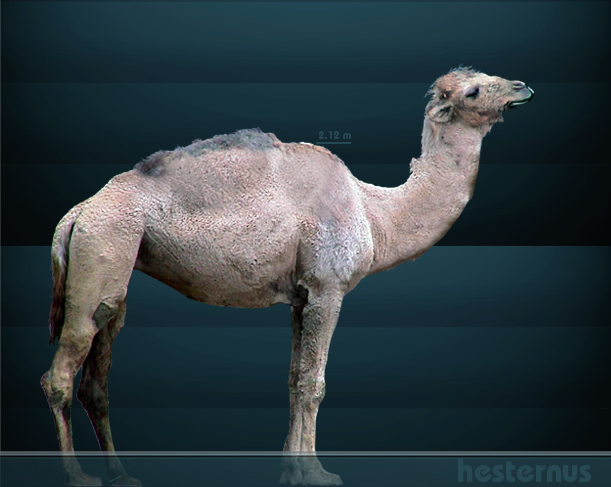
ترميم جمل C. hesternus

ولا يمكن تأكيد ما إن كان لجمال Camelops سنام مثل جمال العصر الحديث لأن الأنسجة الرخوة بشكل عام لا تحتفظ في السجل الأحفوري، وقد تكون هذه الجمال بلا سنام أساساً، مثل أقاربها من اللاما. وعُرف عن الجمال ذوات السنام الواحد أنها قد تطورت من الجمال ذوات السنام المزدوج، وبذلك قد يكون لجمل Camelops سنام واحد وربما اثنان. كان طول جمل C. hesternus حوالي 2.2 متر (7 قدم 3 بوصة) من عند الكتف، مما يجعله أطول قليلاً من الجمل ذو السنامين في العصر الحديث؛ وقد كان يزن أكثر منها كذلك، فقد كان وزنه حوالي 800 كيلوغرام (1,800 رطل).

## علم الحفريات الحيوية
تكشف البقايا النباتية الموجودة في أسنان حفريات رانشو لا بريا لجمل hesternus أنه كان يأكل على الأرجح أنواعًا مختلفة من النباتات، بما في ذلك الشجيرات الخشنة التي تنمو في جنوب كاليفورنيا الساحلي. ومن المحتمل أن هذا الصنف من الجمال كان يهاجر لمسافات طويلة على غرار أنواع الإبل من العصر الحالي.ولا يُعرف ما إذا كان بإمكان جمال Camelops  البقاء لفترات طويلة دون ماء، ومن المحتمل أن تكون هذه الخاصية قد ظهرت بعد انقراضها بفترة طويلة وذلك بعد أن هاجرت الجمال إلى قارتي آسيا وإفريقيا لتساعدها على التكيف مع البيئة الجديدة.

## انقراض جملCamelops

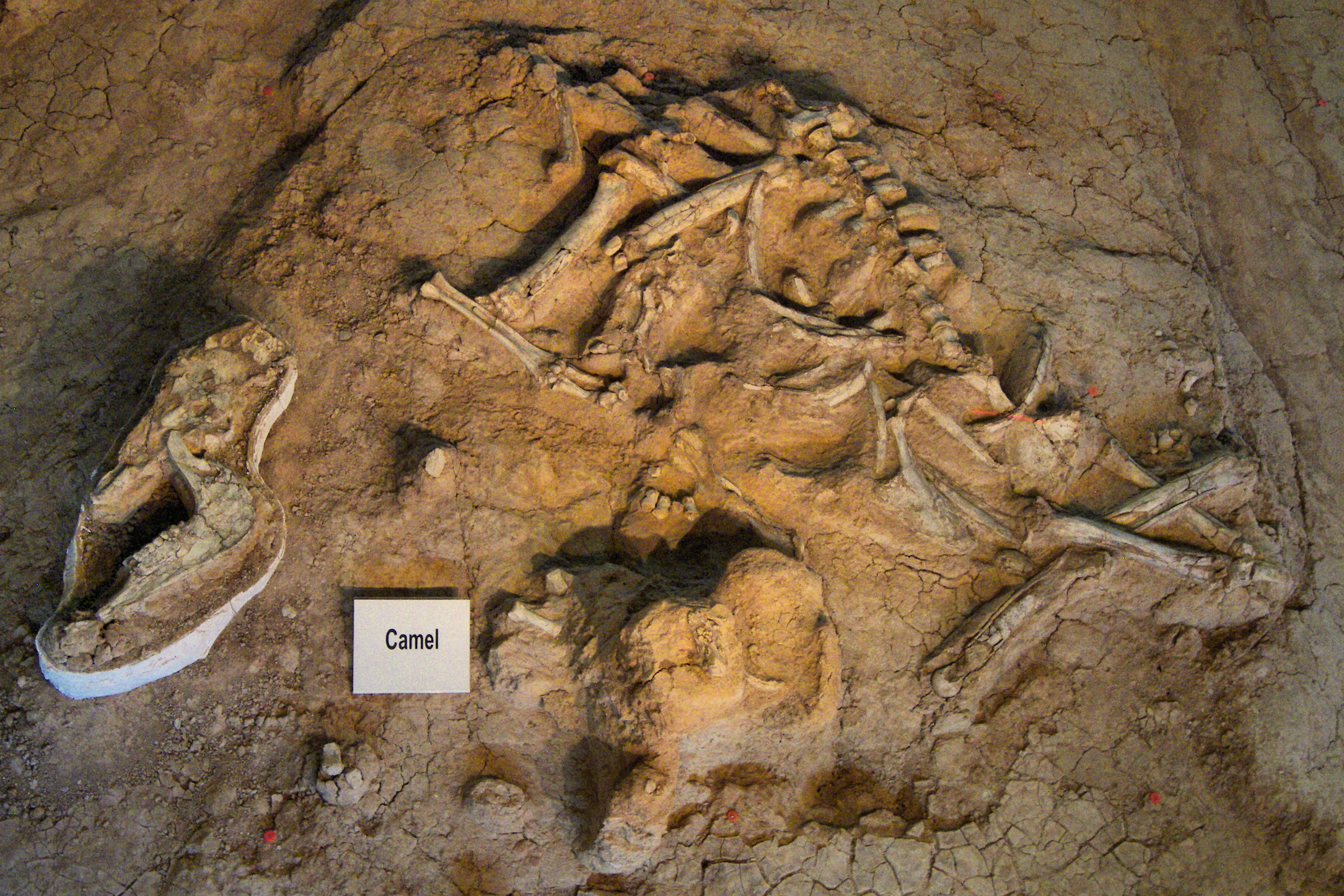
هيكل عظمي لجمل C. hesternus يبلغ من العمر 68000 عام في نصب Waco Mammoth National Monument

يُفترض أن آخر نوع من جمل Camelops قد انقرض وفق نموذج Blitzkrieg. يقدم هذا النموذج الفرضية القائلة بأن جمل Camelops، إلى جانب حيوانات ضخمة أخرى في أمريكا الشمالية، قد انقرض مع انتقال جماعات جديدة من الصيادين ذوي الخبرة والكفاءة إلى الاتجاه الشمالي الشرقي عبر القارة. وكانت نتيجة هذه الهجرة والتوسع في السكان إن انخفضت أعداد الحيوانات الضخمة بشكل كبير. ومن بين العديد من عينات Camelops المستردة في أمريكا الشمالية، خصوصاً في ولاية ويسكونسن، كان القليل منها فقط ما تغير بفعل بشري. ووجد في بعض العينات على شظايا عظام مكسورة عن طريق اللف حلزونياً مما يفسر أنها قتلت بفعل بشري. لم يكن في أي من مواقع Camelops المبلغ عنها أي أدوات حجرية وقد يكون هذا مؤشرا على تدخل الإنسان.
ولم يعثر بشكل واضح على حفريات لجمل Camelops مذبوحاً في العديد من المواقع التي عثر فيها على عينات له، ولكن إلى حد ما، عثر على شظايا صغيرة وبقايا. يعتقد الباحثون أن البشر الأوائل في أمريكا الشمالية قد اصطادوا وذبحوا فصائل الجمل (Camelops)، وجاء اعتقادهم وفقاً لهذه الأسباب: أشكال العظام الشبيهة بالأدوات، أو تلف أو تجوية حافة «العمل» للأدوات المذكورة، مع وجود سمات لها كانت مماثلة لسمات أدوات التقطيع، وشظايا محتمل أنها من أدوات تقطيع. وعلى الرغم من ذلك، أظهر الفحص بعدئذ أن هذه الافتراضات افتراضات مضللة، وأنه في حين تعايش الإنسان مع جمل Camelops وارتبط به، إلا أنه لم يثبت بشكل تام أن الإنسان هو السبب الوحيد لانقراض هذا الحيوان.

## جمل وول مارت

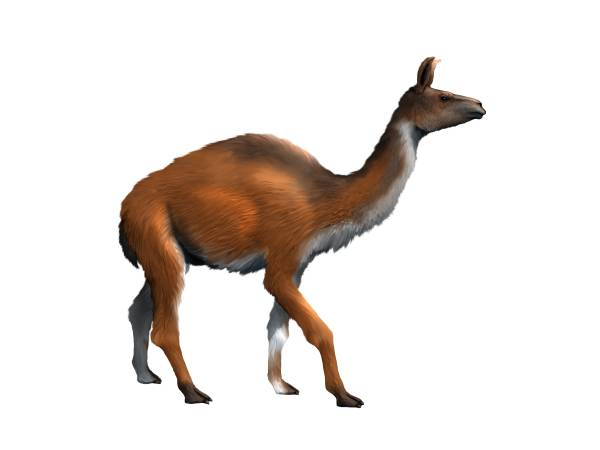
إعادة بناء حياة C. hesternus

«جمل وول مارت» هي أحفورة لحيوان من الثدييات من عصر ما قبل التاريخ عثر عليها في موقع بناء شركة وول مارت (Walmart) في مدينة ميسا في أريزونا في عام 2007، كان الاعتقاد الأول أنها كانت أحفورة جمل. عثر العمال أثناء الحفر لشجرة زينة من الحمضيات على هيكلين (حدث ورضيع) لحيوانات منذ قبل حوالي 10,000 سنة. وصف براد آرتشر، أمين متحف جامعة الجيولوجيا في ولاية أريزونا، الاكتشاف بأنه نادر في المنطقة. واتفق المسؤولون في شركة «وول مارت» ومالك المشتل الذي اكتشف طاقمه البقايا على إرسال العظام مباشرة إلى متحف الجيولوجيا في جامعة ولاية أريزونا، حيث يمكن إجراء المزيد من الأبحاث عليها واستعادة الحفريات. أثبتت الدراسات الإضافية للبقايا الأحفورية أنها غير حاسمة فيما يتعلق بهويتها، حيث لم تحفظ العديد من العناصر التشخيصية للهيكل العظمي أو ربما قد أزيلت من الموقع خلال الحفريات السابقة التي أجريت في نفس المنطقة. وعُثر على أحافير أخرى ميزت أنها عظام إبل في غيلبرت بأريزونا في مايو 2008.